# Evald Aaw
Evald Aaw (ur. 22 lutego 1900 w Tallinnie, zm. 21 marca 1939 tamże) – estoński kompozytor i dyrygent chórów, absolwent Konserwatorium w Tallinnie z 1926 (studiował u Artura Kappa). Autor pierwszej narodowej opery estońskiej Vikerlased (est. – Wikingowie) (1928), poematu symfonicznego Życie (1934) oraz licznych pieśni i utworów chóralnych.